# Silvano Aureoles Conejo
Silvano Aureoles Conejo (Carácuaro, Michoacán; 23 de agosto de 1965) es un político e ingeniero agrónomo mexicano que se desempeñó como gobernador de Michoacán entre el 1 de octubre de 2015 y el 30 de septiembre de 2021. Es miembro fundador del Partido de la Revolución Democrática.
También se ha desempeñado como diputado federal, senador de la República y presidente de la Cámara de Diputados de 2014 a 2015.

## Biografía

### Primeros años
Es ingeniero agrónomo especialista en Bosques por la Universidad Autónoma Chapingo y Maestro en Ciencias para el Desarrollo Rural Regional por la misma universidad.

### Primeros cargos políticos
Ha sido Comisionado Ejecutivo Nacional y Coordinador Ejecutivo Estatal de la (UNORCA), participante en foros de discusión en representación de la RED MOCAF, integrante de la Coordinación General de Congreso Agrario Permanente (1997) y del Frente Agropecuario Forestal por un Presupuesto Digno para el Campo (1997-1999).
Miembro fundador del Partido de la Revolución Democrática del que ha sido consejero nacional.
Su primer cargo fue Presidente Municipal de Zitácuaro, Michoacán en el año 2002.

### Actividades legislativas
Diputado federal en la LVIII Legislatura, presidente de la Comisión de Desarrollo Rural, integrante de las comisiones de Bosques, Agricultura, Ecología y Medio Ambiente en la Cámara de Diputados.
En 2006 fue senador de la República logrando ser Vicepresidente de la Mesa Directiva, Vicecoordinador del Grupo Parlamentario del PRD. Formó parte de las Comisiones de Recursos Hidráulicos; de Reforma Agraria; y Relaciones Exteriores, América del Norte; de Agricultura y Ganadería; Gobernación; Hacienda y Crédito Público; Justicia; Medio Ambiente, Recursos Naturales y Pesca; y Puntos Constitucionales.
Fue Presidente Municipal de Zitácuaro, Presidente de la Coordinadora Municipalista de Michoacán (2002-2003) y Secretario General de la Asociación de Autoridades Locales de México A.C. (AALMAC)
En su entidad natal, se desempeñó como Secretario de Desarrollo Agropecuario, asimismo fue Presidente de la Asociación Mexicana de Secretarios de Desarrollo Agropecuario, A.C.
Senador de la República en la LX y LXI Legislatura, Presidente de la Comisión de Recursos Hidráulicos, Secretario de la Comisión de la Reforma Agraria, Secretario de la Comisión de Relaciones Exteriores, América del Norte, fue integrante de las Comisiones de Agricultura y Ganadería, y de la Comisión de Gobernación y Justicia.
Vicecoordinador del Grupo Parlamentario del Partido de la Revolución Democrática, en el Senado de la República.
Candidato a Gobernador por el Partido de la Revolución Democrática al Gobierno de Michoacán en el año 2011. En el año 2012 asume la vicepresidencia de la mesa directiva del Senado de la República.
Diputado federal electo por el Distrito 03 de Zitácuaro, Michoacán. Fue presidente de la Junta de Coordinación Política en la Cámara de Diputados para la LXII legislatura el segundo año de sesiones ordinarias. En este nuevo encargo ante la máxima tribuna del país, fungió como presidente de la mesa directiva de la Cámara de Diputados destacando su conducción durante la aprobación de reformas de gran trascendencia para el país.
El 28 de agosto de 2014 fue elegido para el cargo de Presidente de la Cámara de Diputados de la Mesa Directiva del H. Congreso de la Unión para el primer periodo ordinario del tercer año de ejercicio de la LXII Legislatura, periodo que comenzó el 1 de septiembre del mismo año.

### Gobernador de Michoacán
Fue candidato a Gobernador por segunda ocasión por el Partido de la Revolución Democrática al Gobierno de Michoacán en el año 2015, resultando ganador de los comicios del 7 de junio de 2015, es electo Gobernador de Michoacán para el periodo 2015-2021.

### Aspiración presidencial
En sus redes sociales, anunció que participará en el proceso interno del Frente Amplio por México para obtener la candidatura a la presidencia de México.

## Controversias

### Solicitud de destitución
En 2019, vía redes sociales, ciudadanos solicitaron vía la plataforma change.org la auditoría y destitución de Silvano Aureoles en la que reunieron más de 50 mil firmas; 25 mil firmas reunidas en menos de 4 días.

### Fernando Padilla
El día 13 de abril de 2021, durante su visita al municipio de Aguililla, bajó de su camioneta para reclamar y empujar a Fernando Padilla, un profesor que se encontraba manifestando, junto a un grupo de personas, en contra del gobernador por la violencia de los carteles presentes en la zona. Silvano Aureoles estaba acompañado de escoltas y personal militar. A partir de ello, un grupo de personas protestó en contra del gobernador y en apoyo del profesor que fue empujado por el gobernador.
El día 28 de abril del mismo año, se divulgó la presunta desaparición de Fernando Padilla, el maestro que fue agredido por Aureoles. Sin embargo, el párroco de Aguililla señaló que se había reubicado a otro poblado por razones de seguridad.

### Muerte de Homero Gómez
Usuarios en internet pidieron que se investigara a Silvano Aureoles, después de que Netflix estrenara el documental "el guardián de las monarcas" donde se le involucra a Silvano Aureoles junto con otros miembros del PRD en el asesinato del activista Homero Gómez

### Orden de aprehensión
En marzo de 2025, la Fiscalía General de la República (FGR) giró una orden de aprehensión contra Silvano Aureoles por presuntos delitos de peculado, operaciones con recursos de procedencia ilícita y asociación delictuosa. Estas acusaciones están relacionadas con el desvío de más de 3,000 millones de pesos destinados a la construcción de siete cuarteles de la Guardia Civil en Michoacán durante su administración

## Ficha roja de Interpol
Alejandro Gertz Manero confirmó en marzo del 2025 que se emitió la ficha roja contra Silvano Aureoles, acusado de desvío de recursos públicos durante su administración.